# Daskylos (Sohn des Tantalos)
Daskylos (altgriechisch Δάσκυλος Dáskylos) ist in der griechischen Mythologie der Sohn des Tantalos und der Anthemoisia sowie Vater von Lykos.
Daskylos ist König der Mariandyner in Bithynien. Laut der Sage nehmen er oder sein Sohn den Herakles bei sich freundlich auf, als dieser auf seiner Suche nach dem Gürtel der Hippolyte ist. Als Dank hilft Herakles ihnen, die benachbarten Völker zu unterwerfen.